# Musseromys inopinatus
Musseromys inopinatus és una espècie de mamífer rosegador de la família dels múrids. És endèmic de l'illa de Luzon (Filipines). Té una llargada de cap a gropa de 163-166 mm, la cua de 85-88 mm, els peus de 18-19 mm, les orelles de 17 mm i un pes de fins a 19,5 g. El pelatge, curt i suau, és de color marró rogenc al dors i més clar al ventre. Probablement és un animal nocturn i arborícola.